# Jalapa (departament)

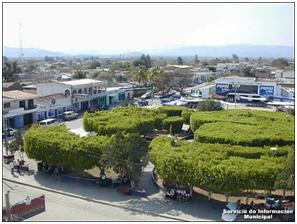
Widok na Monjas, jedną z głównych miejscowości departamentu Jalapa

Jalapa – jeden z 22 departamentów Gwatemali, położony w południowo-wschodniej części kraju. Stolicą departamentu jest miasto Jalapa. Departament graniczy na zachodzie z departamentem Gwatemala, na południu z departamentami Santa Rosa i Jutiapa, na wschodzie z departamentem Chiquimula i na północy z departamentem Totonicapán.
Jest średnim pod względem wielkości i liczebności mieszkańców departamentem Gwatemali. Najważniejszymi miastami w departamencie oprócz stołecznego są San Luis Jilotepeque, Monjas i San Pedro Pinula. Departament ma charakter górski a średnie wyniesienie nad poziom morza wynosi 1 362 m. Klimat jest zmienny od umiarkowanego po tropikalny, w zależności od wyniesienia nad poziom morza. 

## Podział departamentu
W skład departamentu wchodzi 7 gmin (municipios).
1. Jalapa
2. Mataquescuintla
3. Monjas
4. San Carlos Alzatate
5. San Luis Jilotepeque
6. San Manuel Chaparrón
7. San Pedro Pinula